# Raptor (ракетный двигатель)
Raptor («Раптор») — жидкостный ракетный двигатель, созданный компанией SpaceX. Двигатель закрытого цикла с полной газификацией компонентов топлива, работающий на жидких метане и кислороде, применяется на космическом корабле Starship и ускорителе Super Heavy.

## Конструкция

Примерная схема работы ЖРД Raptor

Двигатель Raptor использует наиболее эффективную замкнутую схему с полной газификацией компонентов топлива, в отличие от другого двигателя SpaceX — Merlin, имеющего более простую систему газогенератора с открытым циклом (закрытый цикл использовался на главных двигателях «Шаттлов» — RS-25 и в нескольких российских ракетных двигателях, например, в РД-171, РД-180, РД-191).
При использовании цикла с полной газификацией компонентов, где почти полный расход кислорода с небольшой долей метана будет приводить в действие турбонасос окислителя и почти полный расход метана с небольшой долей кислорода будет приводить в действие турбонасос горючего, оба потока — окислитель и горючее — будут полностью газифицированы в отдельных газогенераторах, прежде чем попадут в камеру сгорания.
ЖРД выполнен по двухвальной схеме подачи компонентов топлива (возможна протечка метана только в тракт метана и кислорода только в тракт кислорода, в отличие, например, от RS-25, где для исключения протечки вдоль вала турбины, на котором расположены насосы обоих компонентов, в уплотнение подаётся гелий)[прояснить], а также имеет систему наддува баков компонентов топлива соответствующими газами, что устраняет потребность в гелии.
Двигатель использует переохлаждённые компоненты топлива, что позволяет увеличить массу топлива в баках за счёт увеличения её плотности, повышает удельный импульс, тягу, а также снижает риск кавитации в турбонасосах.
Воспламенение топлива при запуске на земле и в полёте осуществляется системой искрового зажигания, что исключает необходимость в пирофорной смеси триэтилалюминия-триэтилборана для зажигания двигателей на РН семейства Falcon.
В будущем возможно создание нескольких модификаций двигателя Raptor. В ускорителе Super Heavy только центральные двигатели, использующиеся при посадке, будут иметь карданный подвес и систему дросселирования. Двигатели внешнего кольца будут максимально упрощены для снижения стоимости и сухой массы ускорителя, а также повышения тяги и надёжности..
Заявленные характеристики двигателя Raptor в процессе проектирования в течение 2012—2017 годов менялись в широком диапазоне, от высокого значения целевой пустотной тяги 8200 кН до поздней, гораздо более низкой тяги 1900 кН.
С 2018 года ожидается, что двигатель будет иметь удельный импульс 380 с в пустоте и 330 с у земли.

### Характеристики
| Характеристика                           | Значение |
| ---------------------------------------- | -------- |
| Тяга на уровне моря Земли, кН            | 3050     |
| Удельный импульс на уровне моря Земли, с | 334,1    |
| Тяга в вакууме, кН                       | 3290     |
| Удельный импульс в вакууме, с            | 360,3    |
| Расход окислителя (кислород, LOX), кг/с  | 724      |
| Расход горючего (метан, CH4), кг/с       | 206,5    |
| Расход топлива (кислород + метан), кг/с  | 930,5    |
| Соотношение компонентов топлива          | 3,506    |
| Давление в камере сгорания, МПа          | 30       |
| Давление в выходном сечении сопла, МПа   | 0,0735   |
| Скорость в выходном сечении сопла, м/с   | 3450     |

## Разработка
18 июня 2009 года на симпозиуме «Innovations in Orbit: An Exploration of Commercial Crew and Cargo Transportation» Американского института аэронавтики и астронавтики Макс Возофф впервые публично упомянул проект ракетного двигателя Raptor. Проект подразумевал использование топливной пары кислород-водород.
28 июля 2010 года на 46-й конференции «Joint Propulsion Conference» Американского института аэронавтики и астронавтики директор испытательного комплекса SpaceX в МакГрегоре Том Маркьюзик представил информацию о начальных этапах проектирования двух семейств двухступенчатых ракет-носителей и двух новых ракетных двигателей для них. Планировалось, что двигатель Merlin 2 с топливной парой керосин / жидкий кислород для первых ступеней Falcon X, Falcon XX будет способен развить тягу 1 700 000 фунт-сил [7 562 кН] на уровне моря и 1 920 000 фунт-сил [8 540 кН] в пустоте, что сделало бы его самым мощным двигателем в своем классе.. Двигатель Raptor, использующий жидкий водород и жидкий кислород, имеющий в пустоте тягу 150 000 фунт-сил [667 кН], удельный импульс 470 с, предназначался для верхних ступеней сверхтяжелых ракет-носителей.
В октябре 2012 года SpaceX объявила о работе над ракетным двигателем, который будет в несколько раз мощнее, чем двигатели Merlin 1, и не будет использовать топливо RP-1. Двигатель предназначался для ракеты-носителя следующего поколения под кодовым именем MCT, способной выводить полезную нагрузку 150—200 т на низкую околоземную орбиту, что превышает возможности SLS НАСА.

### Анонс и разработка узлов
16 ноября 2012 года, во время выступления в Королевском обществе аэронавтики в Лондоне, Илон Маск впервые объявил о разработке двигателя Raptor, использующего в качестве топлива метан.
В октябре 2013 года SpaceX анонсировала начало испытаний узлов метанового двигателя в Космическом центре имени Джона Стенниса. Впервые объявлена номинальная тяга двигателя — 661 000 фунт-сил [2 942 кН].
19 февраля 2014 года вице-президент SpaceX по разработке двигателей Томас Мюллер, выступая на мероприятии «Exploring the Next Frontier: The Commercialization of Space is Lifting Off» в Санта-Барбаре, сообщил, что разрабатываемый двигатель Raptor будет способен развивать тягу в 1 000 000 фунт-сил [4 448 кН]. Удельный импульс составит 321 с на уровне моря и 363 с в пустоте.
9 июня 2014 года на конференции «Space Propulsion 2014» в Кёльне Томас Мюллер объявил, что SpaceX разрабатывает многоразовый двигатель Raptor для тяжелой ракеты, предназначенной для полёта на Марс. Планировалось, что тяга двигателя для первой ступени составит 705 тс [6 914 кН], что сделало бы его чуть более мощным, чем двигатель программы «Аполлон» — F-1. Высотная версия двигателя — тяга 840 тс [8 238 кН], удельный импульс 380 с. Пресс-секретарь центра Стенниса — Ребекка Стрекер сообщила, что компания испытывает узлы двигателя малого масштаба на стенде E-2 в Миссисипи.
В конце 2014 года SpaceX завершила испытания главной форсунки. Летом 2015 года команда испытательного стенда E-2 завершила полномасштабное испытание кислородного газогенератора нового двигателя. С апреля по август было выполнено 76 огневых испытаний газогенератора с общей наработкой около 400 секунд.
6 января 2015 года Илон Маск заявил, что целью является тяга двигателя чуть больше 230 тс [2 256 кН], что намного ниже заявленной ранее.

### Испытания двигателя
26 сентября 2016 года Илон Маск опубликовал в Twitter две фотографии первого испытательного запуска двигателя Raptor в сборе на испытательном комплексе SpaceX в МакГрегоре. Маск сообщил, что целевая производительность — удельный импульс в пустоте — 382 с, при коэффициенте расширения сопла 150, тяга в 3 000 кН, давление в камере сгорания 300 бар [30 МПа]. 27 сентября он пояснил, что коэффициент расширения 150 — для испытательного образца, вакуумная версия будет иметь коэффициент расширения 200. Подробности были обобщены в статье о двигателе Raptor, опубликованной на следующей неделе.
27 сентября 2016 года на 67-м ежегодном Международном конгрессе астронавтики в Гвадалахаре Илон Маск представил подробности концепции ITS. Были даны характеристики двигателя Raptor: давление в камере сгорания 300 бар [30 МПа]; возможность дросселирования тяги в диапазоне 20—100 %; номинальная тяга 3 050 кН, удельный импульс 334 с, степень расширения 40; для вакуумной версии — тяга 3 500 кН, удельный импульс 382 с, степень расширения 200.
К сентябрю 2017 года испытательный двигатель, в котором был применён сплав, повышающий устойчивость элементов турбонасоса кислорода к окислению, работающий с давлением в камере сгорания в 200 бар и развивающий тягу в 1 000 кН, прошёл 42 стендовых огневых испытания с общей наработкой 1200 секунд. Самое длительное испытание продолжалось 100 секунд.
29 сентября 2017 года в рамках 68-го ежегодного Международного конгресса астронавтики в Аделаиде Илон Маск представил новую концепцию под кодовым названием BFR. Характеристики двигателя Raptor изменились: давление в камере сгорания 250 бар [25 МПа]; тяга 1 700 кН, удельный импульс 330 с; для пустотной версии — тяга 1 900 кН, удельный импульс 375 с.
Илон Маск объявил, что двигатель Raptor впервые отправится в полёт как часть BFR. В октябре 2017 года он пояснил, что лётные испытания начнутся на полноразмерном корабле (верхней ступени BFR), выполняющем «короткие прыжки» высотой в несколько сотен километров.
17 сентября 2018 года на презентации, в рамках которой был представлен первый космический турист BFR Юсаку Маэдзава, информация о ракете была обновлена; озвучены характеристики двигателя Raptor: целевое значение давления в камере сгорания примерно 300 бар [30 МПа]; тяга около 200 тс [1 960 кН]; потенциально-возможный удельный импульс около 380 с.
4 февраля 2019 года было проведено первое огневое испытание лётного[уточнить] образца двигателя. Испытание продолжалось 2 секунды при давлении 170 бар, достигнута тяга 116 тс [1 137 кН], что составляет 60 % от номинального значения.
7 февраля 2019 года проведено очередное огневое испытание с использованием «теплых» компонентов топлива, после которого Илон Маск сообщил, что двигатель подтвердил проектную мощность, достигнув уровня тяги в 172 тс [1 686 кН] при давлении в камере сгорания 257 бар [25,7 МПа]. Предполагается прирост тяги 10—20 % при использовании переохлаждённых компонентов топлива.
В августе 2019 испытан при полёте аппарата Starhopper.
5 августа 2020 года состоялся тестовый «прыжок» прототипа Starship (SN5) с двигателем Raptor SN27 на 150 м; с тех пор проведено ещё несколько подобных испытаний.

## Версии
|                                 | Raptor 1 | Raptor 2 | Raptor 3 |
| ------------------------------- | -------- | -------- | -------- |
| Собственная масса, кг           | 2080     | 1630     | 1525     |
| Масса с оборудованием, кг       | 3630     | 2875     | 1720     |
| Тяга (на уровне моря), тс       | 185      | 230      | 280      |
| Давление в камере сгорания, бар | 250      | 300      | 350      |
| Удельный импульс, сек           | 350      | 347      | 350      |

### Raptor Vacuum
Raptor Vacuum (RVac) — это вариант двигателя с удлиненным регенеративно охлаждаемым соплом для более высокого удельного импульса в космосе. Оптимизированный для вакуума двигатель нацелен на удельный импульс ~380 с (3700 м/с). Полноценное испытание первой версии Raptor Vacuum было завершено в сентябре 2020 года в Макгрегоре. Первое летное испытание Raptor Vacuum произошло во время второго теста S25
.

### Raptor 2
Raptor 2 — это новая версия двигателя Raptor, представляющая собой полную переработку двигателя первой версии. Инженеры избавились от факельных воспламенителей в главной камере сгорания, была переделана турбина, электроника, увеличено критическое сечение сопла. Двигатель избавился от большого количества датчиков (которые были необходимы в первой версии для осуществления отладки) и сопутствующего трубопровода. Многие фланцевые соединения были заменены сваркой. Все эти улучшения значительно снижают сложность двигателя, удешевляют производство и уменьшают количество точек отказа.
Всего будет три версии двигателя Raptor 2: с карданным подвесом для отклонения вектора тяги, без карданного подвеса и версия для работы в вакууме.

### Raptor 3
Облегчённая версия двигателя Raptor 2 не нуждающаяся в тепловом щите и системе пожаротушения. Стенки камеры двигателя Raptor этой версии могут испытывать самые высокие тепловые нагрузки из когда-либо созданных. Из-за возросшей тяги и уменьшения веса возможна установка 35 двигателей вместо 33 на ускоритель и 6 вместо 3 на корабль.
В мае 2024 года на огневых испытаниях Raptor V3 достиг давления в камере — 350 бар (269 тонн тяги).

## Финансирование
С 2009 по 2015 год разработка двигателя финансировалась за счёт инвестиций SpaceX, без привлечения финансирования со стороны правительства США.
13 января 2016 года ВВС США заключили со SpaceX соглашение о разработке прототипа двигателя Raptor, предназначенного для верхних ступеней ракет-носителей Falcon 9 и Falcon Heavy, с финансированием в размере 33,7 млн долларов со стороны ВВС и не менее 67,3 млн долларов со стороны SpaceX. Ожидалось, что работа по контракту будет завершена не позднее 31 декабря 2018 года.
9 июня 2017 года ВВС США изменили соглашение, увеличив сумму финансирования со своей стороны на 16,9 млн долларов, не уточнив цели.
19 октября 2017 года ВВС США предоставили SpaceX на разработку прототипа ракетного двигателя Raptor дополнительное финансирование в размере 40,8 млн долларов.
22 декабря 2017 года ВВС США предоставили SpaceX на разработку прототипа ракетного двигателя Raptor дополнительное финансирование в размере 6,5 млн долларов.